# 17 sierpnia
17 sierpnia jest 229. (w latach przestępnych 230.) dniem w kalendarzu gregoriańskim. Do końca roku pozostaje 136 dni.

## Święta
- Imieniny obchodzą: Anastazy, Anita, Bertram, Bonifacy, Eliza, Euzebiusz, Hiacynt, Jacek, Jacenty, Jaczewoj, Joanna, Julianna, Klara, Liberat, Magdalena, Maksym, Maria, Miron, Mirona, Rogat, Rustyk, Rustyka, Septym, Septymiusz, Serwiusz, Straton, Zawisza, Żanna.
- Argentyna – Rocznica śmierci José de San Martína
- Gabon – Święto Niepodległości
- Indonezja – Święto Niepodległości
- Ruch Rastafari – urodziny Marcusa Garveya
- Wspomnienia i święta w Kościele katolickim[1][2] obchodzą:
  - św. Euzebiusz (papież)
  - św. Jacek Odrowąż (prezbiter)
  - św. Joanna od Krzyża Delanoue (dziewica i zakonnica)
  - bł. Józef Maria z Manili (prezbiter i męczennik)
  - św. Klara z Montefalco (dziewica, ksieni)
  - bł. Maria Elżbieta Turgeon (zakonnica)
  - św. Miron z Kizyku (męczennik)

## Wydarzenia w Polsce
- 1245 – W bitwie pod Jarosławiem nad Sanem połączone wojska księcia halicko-wołyńskiego Daniela I Romanowicza Halickiego, Konrada I Mazowieckiego i księcia litewskiego Mendoga pokonały wojska wielkiego księcia kijowskiego Rościsława III Mścisławowicza, wspomagane przez wojska polskie Bolesława V Wstydliwego i posiłki węgierskie króla Beli IV.
- 1270 – Do Krakowa przybył z trzydniową pielgrzymką król Węgier Stefan V.
- 1431 – Krzyżacy wypowiedzieli Polsce wojnę i najechali trzema grupami ziemię dobrzyńską, Kujawy i Krajnę.
- 1455 – Wojna trzynastoletnia: Olsztyn skapitulował przed najemnikami krzyżackimi.
- 1627 – V wojna polsko-szwedzka: rozpoczęła się nierozstrzygnięta bitwa pod Tczewem.
- 1649 – Powstanie Chmielnickiego: została zawarta ugoda zborowska.
- 1655 – Potop szwedzki: król Karol X Gustaw stanął z 34-tysięczną armią pod Kołem.
- 1768 – Konfederacja barska: wojska rosyjskie zajęły Kraków.
- 1793 – Spłonął zamek Czocha.
- 1831 – Powstanie listopadowe: powstał rząd Jana Stefana Krukowieckiego; porażka powstańców w II bitwie o Wilno.
- 1877 – Uruchomiono Kolej Nadwiślańską.
- 1919:
  - I powstanie śląskie: zwycięstwo powstańców w bitwie o Paprocany.
  - Podczas trwającego przedstawienia do Domu Polskiego w Bydgoszczy wtargnęło około 100 żołnierzy Grenzschutzu uzbrojonych w granaty ręczne, którzy zdemolowali lokal, zniszczyli sprzęt i urządzenia oraz zabili i zranili kilkadziesiąt osób.
- 1920:
  - Plebiscyt na Górnym Śląsku: po fałszywej informacji w prasie niemieckiej o zdobyciu Warszawy przez Armię Czerwoną, niemieckie bojówki komunistyczne zaatakowały siedzibę powiatowego inspektora Międzysojuszniczej Komisji, płka Blancharda w Katowicach przy ul. Warszawskiej. Żołnierze francuscy zmuszeni byli użyć broni, zabijając 10 atakujących. W odwecie doszło do zlinczowania znanego polskiego lekarza Andrzeja Mielęckiego i zdemolowania siedziby polskiego komitetu plebiscytowego w Katowicach w hotelu Deutsches Haus (na rogu ul. Plebiscytowej i Wojewódzkiej), w trakcie którego pobito dr Henryka Jarczyka.
  - Wojna polsko-bolszewicka: w bitwie pod Zadwórzem, zwanej „polskimi Termopilami”, batalion złożony z ochotników spośród lwowskiej młodzieży zagrodził drogę na Lwów oddziałom 1. Armii Konnej Siemiona Budionnego. Spośród 330 polskich żołnierzy poległo 318, a nieliczni dostali się do niewoli. Dowódca batalionu kpt Bolesław Zajączkowski, nazywany „polskim Leonidasem”, popełnił wraz z kilkoma żołnierzami samobójstwo.
- 1932 – Otwarto Port lotniczy Wilno-Porubanek.
- 1940 – Pomnik Adama Mickiewicza w Krakowie został zniszczony przez Niemców.
- 1944 – 17. dzień powstania warszawskiego: walki w rejonie Śródmieścia.
- 1949 – Karol Wojtyła został wikariuszem w krakowskim kościele św. Floriana.
- 1967 – Dana Lerska z utworem Po prostu jestem wygrała międzynarodowy konkurs piosenki podczas VII Konkursu Sopot Festival.
- 1968 – Andrzej Stalmach podczas zawodów w Chorzowie jako pierwszy Polak przekroczył granicę 8 metrów w skoku w dal (8,11 m).
- 1980 – Sierpień 1980: gdański Międzyzakładowy Komitet Strajkowy przedstawił swoich 21 postulatów.
- 1989:
  - Powstała koalicja OKP-SD-ZSL. Tadeusz Mazowiecki został zgłoszony na kandydata na premiera.
  - Sejm kontraktowy powołał Komisję Nadzwyczajną do Zbadania Działalności MSW pod przewodnictwem Jana Rokity.
- 1991 – Rafał Pietrak z Uniwersytetu Warszawskiego po raz pierwszy nawiązał łączność w oparciu o protokół IP z pracownikiem Uniwersytetu Kopenhaskiego Janem Sorensenem. Data uznawana za symboliczny dzień narodzin polskiego Internetu.
- 1998 – W wypadku samochodowym pod Ostromicami w województwie zachodniopomorskim zginęli mistrzowie olimpijscy w lekkoatletyce: kulomiot Władysław Komar i tyczkarz Tadeusz Ślusarski.
- 2002 – Papież Jan Paweł II dokonał konsekracji Sanktuarium Miłosierdzia Bożego w Łagiewnikach.
- 2015 – W wyniku suszy stan wody Wisły w Warszawie spadł do najniższej od końca XVIII wieku wysokości 51 cm.

## Wydarzenia na świecie

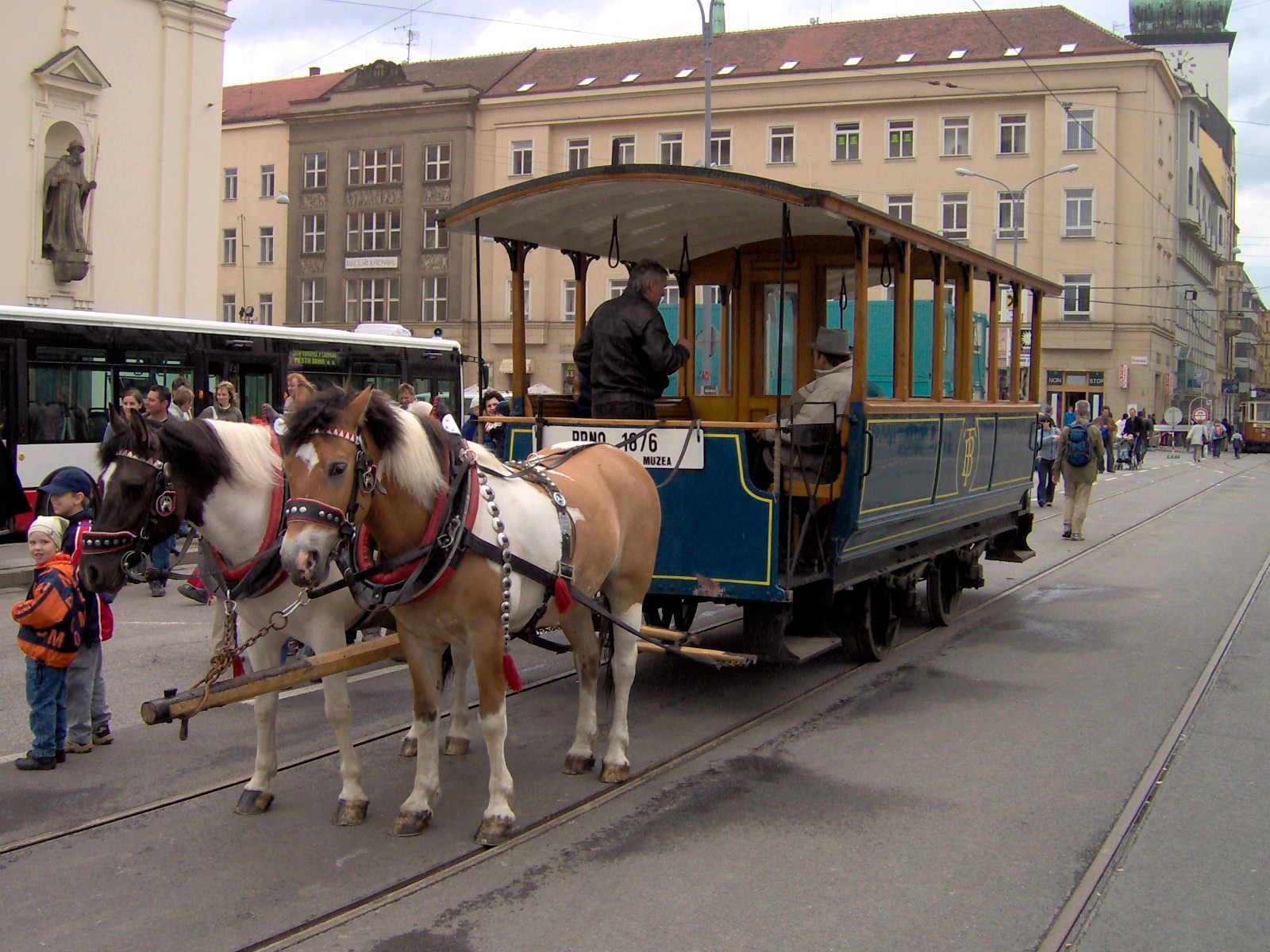
Tramwaj konny w Brnie

- 682 – Leon II został wybrany na papieża.
- 986 – Zwycięstwo wojsk bułgarskich nad bizantyńskimi w bitwie w wąwozie Brama Trajana(inne języki).
- 995 – Rozpoczęła się wyprawa zbrojna cesarza Ottona III i Bolesława I Chrobrego przeciwko Wieletom.
- 1186 – Książę Austrii Leopold V Babenberg w układzie z Georgenbergu(inne języki) zapewnił sobie dziedziczenie Styrii i centralnej części Górnej Austrii, które zostały połączone z jego posiadłościami w 1192 roku.
- 1296 – Król Francji Filip IV Piękny zakazał wywozu metali szlachetnych z kraju w reakcji na bullę papieża Bonifacego VIII, zakazującą władcom świeckim opodatkowania Kościoła. Zakaz uniemożliwił Kurii Rzymskiej ściąganie danin, przede wszystkim dziesięciny.
- 1424 – Wojna stuletnia: zwycięstwo wojsk angielskich nad francusko-szkockimi w bitwie pod Verneuil.
- 1544 – Poświęcono Uniwersytet Albrechta w Królewcu. Pierwszym rektorem został Georgius Sabinus.
- 1558 – Cesarz Ferdynand I Habsburg nadał nowy herb miejski Preszowowi.
- 1585 – Wojna osiemdziesięcioletnia: po 13-miesięcznym oblężeniu wojska hiszpańskie pod dowództwem księcia Aleksandra Farnese zdobyły Antwerpię.
- 1596 – Chrystian IV Oldenburg został koronowany na króla Danii i Norwegii.
- 1626 – Wojna chłopska w Austrii: stoczono bitwę pod Neuhofen.
- 1639 – Wojna osiemdziesięcioletnia: rozpoczęła się bitwa pod Dunkierką.
- 1648 – Angielska wojna domowa: rozpoczęła się bitwa pod Preston.
- 1657 – Martin de Redin został wielkim mistrzem zakonu joannitów.
- 1667 – Wojna dewolucyjna: wojska francuskie zdobyły twierdzę Lille.
- 1676 – VII wojna szwedzko-duńska: zwycięstwo wojsk szwedzkich w bitwie pod Halmstad.
- 1685 – V wojna austriacko-turecka: kapitulacja Turków w twierdzy Érsekújvár (Nowe Zamki).
- 1703 – Powstanie Rakoczego: na zamku w Chuście proklamowano niepodległość Siedmiogrodu.
- 1740 – Kardynał Prospero Lorenzo Lambertini został wybrany na papieża i przyjął imię Benedykt XIV.
- 1786 – Fryderyk Wilhelm II został królem Prus.
- 1808 – Wojna na Półwyspie Iberyjskim: zwycięstwo wojsk portugalsko-brytyjskich nad francuskimi w bitwie pod Roliçą.
- 1814 – Wojna o niepodległość Wenezueli(inne języki): zwycięstwo wojsk hiszpańskich w bitwie pod Araguą.
- 1840 – Otwarto linię kolejową Mediolan-Monza.
- 1848 – Zbuntowana Republika Jukatanu została ponownie przyłączona do Meksyku.
- 1863 – Royal Navy zakończyła trzydniowe bombardowanie Kagoshimy, będące odwetem za tzw. incydent w Namamugi – przeprowadzony niespełna rok wcześniej atak samurajów na czworo Brytyjczyków, z których jeden zginął.
- 1864 – Wojna secesyjna: zwycięstwo Konfederatów w bitwie pod Gainesville(inne języki).
- 1867 – Zawodowano brazylijski okręt wojenny „Rio Grande”.
- 1869:
  - Na ulice czeskiego Brna wyjechały pierwsze tramwaje konne.
  - Rozpoczęła się pierwsza edycja irlandzkiego festiwalu wyścigów konnych Galway Races.
- 1876 – W niemieckim Bayreuth odbyła się premiera ostatniej czwartej części dramatu scenicznego Pierścień Nibelunga Richarda Wagnera.
- 1883 – Odbyło się premierowe wykonanie hymnu Dominikany.
- 1888 – Antonio Flores Jijón(inne języki) został prezydentem Ekwadoru.
- 1890 – Austriacki astronom Johann Palisa odkrył planetoidę (295) Theresia.
- 1892 – Zawarto francusko-rosyjski sojusz wojskowy (zalążek ententy).
- 1898 – Wmurowano kamień węgielny pod budowę Muzeum Sztuk Pięknych im. Aleksandra Puszkina w Moskwie.
- 1905 – Theodoor Herman de Meester został premierem Holandii.
- 1908 – Premiera pierwszego filmu animowanego Fantasmagorie autorstwa francuskiego rysownika Émile’a Cohla.
- 1914 – I wojna światowa: ruszyła ofensywa armii rosyjskiej na Prusy Wschodnie.
- 1928 – Premiera amerykańskiego filmu Patriota w reżyserii Ernsta Lubitscha.
- 1929 – Premiera amerykańskiego filmu Madame X w reżyserii Lionela Barrymore’a.
- 1930 – Hiszpańskie partie antymonarchistyczne i republikańskie podpisały pakt z San Sebastián.
- 1933 – Wystrzelono pierwszą radziecką rakietę GIRD-9, która osiągnęła wysokość 400 m.
- 1936 – Hiszpańska wojna domowa: rozpoczęła się bitwa pod Sierra Guadalupe.
- 1940 – Powstała amerykańsko-kanadyjska Stała Wspólna Komisja Obrony.
- 1941 – Atak Niemiec na ZSRR: wojska niemieckie zajęły Narwę.
- 1942 – Wojna na Pacyfiku: rozpoczął się amerykański rajd na Makin w archipelagu Wysp Gilberta.
- 1943:
  - Front zachodni: alianckie lotnictwo zbombardowało niemiecki poligon rakietowy w Peenemünde na wyspie Uznam.
  - Kampania włoska: ostatnie niemieckie i włoskie jednostki ewakuowały się pod naporem aliantów z Sycylii.
  - Szukri al-Kuwatli został prezydentem Syrii.
- 1944 – Wojska amerykańskie wyzwoliły niemiecki obóz przejściowy dla Żydów w Drancy w północnej Francji.
- 1945:
  - Proklamowano niepodległą Republikę Indonezji.
  - W Wielkiej Brytanii ukazała się powieść George’a Orwella Folwark zwierzęcy.
- 1949:
  - Szczątki Teodora Herzla, zmarłego w 1904 roku w Austrii twórcy i głównego ideologa współczesnego politycznego syjonizmu, zostały pochowane na nowo utworzonym izraelskim cmentarzu narodowym na Wzgórzu Herzla w zachodniej Jerozolimie.
  - W trzęsieniu ziemi o magnitudzie 6,7 z epicentrum koło miasta Karlıova(inne języki) we wschodniej Turcji zginęło 320-450 osób i zniszczonych zostało ok. 3500 budynków.
- 1950 – Wojna koreańska: podczas jednego z wielu starć w czasie obrony tzw. worka pusańskiego żołnierze północnokoreańcy rozstrzelali na wzgórzu koło miasta Waegwan(inne języki) 42 amerykańskich jeńców wojennych.
- 1954 – Ukazało się pierwsze wydanie amerykańskiego tygodnika „Sports Illustrated”.
- 1956 – Dokonano oblotu samolotu transportowego Boeing C-135 Stratolifter.
- 1959:
  - Ukazał się album Milesa Davisa Kind of Blue.
  - W Parku Narodowym Yellowstone w południowo-zachodniej części stanu Montana doszło do trzęsienia ziemi o sile od 7,3 do 7,5 stopni w skali Richtera. Wstrząsy spowodowały wystąpienie ogromnego osuwiska i śmierć 28 osób oraz zablokowanie koryta rzeki Madison, w rezultacie czego powstało jezioro Earthquake Lake.
- 1960:
  - Członkowie zespołu The Beatles przybyli po raz pierwszy do Hamburga z serią występów w miejscowych klubach muzycznych.
  - Gabon uzyskał niepodległość (od Francji).
  - Lecący z Kairu do Moskwy należący do Aerofłotu Ił-18 rozbił się pod Kijowem, w wyniku czego zginęło wszystkich 27 osób na pokładzie.
  - Podczas wysiadania z samochodu przed wiecem w Greensboro w Karolinie Północnej kandydat Partii Republikańskiej w listopadowych wyborach prezydenckich wiceprezydent Richard Nixon uderzył się boleśnie w kolano, co doprowadziło do infekcji i wymusiło jego hospitalizację od 29 sierpnia do 9 września i zawieszenie udziału w kampanii.
- 1961 – W miejscowości Aversa koło Neapolu w wyniku eksplozji amerykańskiego niewybuchu z okresu wojny zginęło siedmioro dzieci i kobieta.
- 1962 – 18-letni Peter Fechter został postrzelony przez strażników wschodnioniemieckich podczas próby przekroczenia Muru Berlińskiego i na oczach wielu świadków wykrwawił się w tzw. „strefie śmierci”.
- 1963 – Została odkryta kometa 59P/Kearns-Kwee.
- 1970:
  - Sulajman Farandżijja został wybrany przez Zgromadzenie Narodowe na urząd prezydenta Libanu.
  - W kierunku Wenus wystrzelono radziecką sondę Wenera 7.
- 1977:
  - Otwarto Planetarium w Budapeszcie.
  - Radziecki lodołamacz atomowy „Arktika” jako pierwszy statek nawodny dotarł do bieguna północnego.
- 1978 – Po 137 godzinach i 6 minutach od startu w Presque Isle w amerykańskim stanie Maine wypełniony helem balon „Double Eagle II(inne języki)”, pilotowany przez Bena Abruzzo(inne języki), Maxiego Andersona i Larry’ego Newmana, wylądował w Miserey w północnej Francji, kończąc pierwszy w historii udany przelot tego typu statku powietrznego przez Atlantyk.
- 1979 – Premiera komedii filmowej Żywot Briana w reżyserii Terry’ego Jonesa.
- 1980 – 2-miesięczna Azaria Chamberlain została porwana przez psa dingo z namiotu jej rodziny wypoczywającej u podnóża skały Uluru w australijskim Terytorium Północnym i zaginęła bez śladu.
- 1982 – W fabryce Philipsa w zachodnioniemieckim Langenhagen odbyła się prezentacja płyty kompaktowej.
- 1985 – W wyniku wybuchu samochodu-pułapki przed supermarketem w Bejrucie zginęło 40 osób, a 122 zostały ranne.
- 1987 – W więzieniu Spandau w Berlinie Zachodnim popełnił samobójstwo skazany na karę dożywotniego pozbawienia wolności 93-letni Rudolf Hess, do 1941 roku zastępca Adolfa Hitlera w NSDAP.
- 1988 – 30 osób (wśród nich prezydent Pakistanu Muhammad Zia ul-Haq i amerykański ambasador w tym kraju Arnold Raphel) zginęło w katastrofie samolotu Lockheed C-130 Hercules pod Bahawalpurem.
- 1989 – Ali Akbar Haszemi Rafsandżani został prezydentem Iranu.
- 1991 – W centrum handlowym Strathfield Plaza w australijskim Sydney, 33-letni Wade Frankum(inne języki), za pomocą noża i karabinka półautomatycznego zabił 8 osób, po czym popełnił samobójstwo strzelając sobie w głowę.
- 1998 – prezydent Stanów Zjednoczonych, Bill Clinton, przyznał się do romansu ze stażystką Monicą Levinsky
- 1999 – W trzęsieniu ziemi o sile 7,4 stopnia w skali Richtera w mieście Izmit w północno-zachodniej Turcji zginęło 17 tys. ludzi, a 44 tys. zostało rannych.
- 2004 – W sycylijskiej Mesynie otwarto Stadion San Filippo.
- 2005 – W Bułgarii zaprzysiężono rząd Sergeja Staniszewa.
- 2008 – Podczas XXIX Letnich Igrzysk Olimpijskich w Pekinie Amerykanin Michael Phelps zdobył ósmy złoty medal, poprawiając tym samym wyczyn swego rodaka Marka Spitza, siedmiokrotnego złotego medalisty na XX Letnich Igrzyskach Olimpijskich w Monachium w 1972 roku. Wioślarska czwórka podwójna bez sternika (w składzie: Konrad Wasielewski, Marek Kolbowicz, Michał Jeliński i Adam Korol) zdobyła drugi na igrzyskach złoty medal dla Polski.
- 2009:
  - 25 osób zginęło, a 138 zostało rannych w zamachu bombowym w Nazraniu w Rosji.
  - 75 osób zginęło w wyniku eksplozji w Sajano-Suszeńskiej Elektrowni Wodnej na Jeniseju w syberyjskim Sajanogorsku.
- 2010 – 57 osób zginęło, a 123 zostały ranne w samobójczym zamachu bombowym na ośrodek werbunkowy irackiej armii w Bagdadzie.
- 2011 – Konflikt kurdyjsko-turecki: tureckie lotnictwo rozpoczęło sześciodniową operację powietrzną na pograniczu turecko-irackim, podczas której zbombardowano 132 celów i zabito 90-100 rebeliantów.
- 2015 – 20 osób zginęło, a 130 zostało rannych w zamachu bombowym w stolicy Tajlandii Bangkoku.
- 2017 – Na ulicy La Rambla w centrum Barcelony rozpędzona furgonetka wjechała w tłum, w wyniku czego zginęło 16 osób, a 130 zostało rannych.
- 2021 – Na lotnisku w Kubince koło Moskwy rozbił się podczas lądowania prototypowy samolot transportowy Ił-112, w wyniku czego zginęła cała, 3-osobowa załoga.
- 2023 – W katastrofie samolotu Beechcraft Premier I koło stolicy Malezji Kuala Lumpur zginęło 10 osób, w tym 2 na ziemi.
- 2024 – Nusantra na Borneo została zainugurowana jako nowa stolica Indonezji.

## Urodzili się
- 1465 – Filibert I Myśliwy, książę Sabaudii (zm. 1482)
- 1473 – Ryszard Shrewsbury, książę Yorku (zm. 1483)
- 1556 – Aleksander Briant, angielski jezuita, męczennik, święty (zm. 1581)
- 1578 – Francesco Albani, włoski malarz (zm. 1660)
- 1586 – Johann Valentin Andreae, niemiecki pisarz, matematyk, alchemik, teolog (zm. 1654)
- 1601 – Pierre de Fermat, francuski matematyk (zm. 1665)
- 1603 – Lennart Torstensson, szwedzki feldmarszałek (zm. 1651)
- 1612 – Jeremi Wiśniowiecki, polski książę, polityk, dowódca wojskowy, ojciec Michała Korybuta (zm. 1651)
- 1629 – Jan III Sobieski, król Polski (zm. 1696)
- 1631 – Mikołaj Zalaszowski, polski duchowny katolicki, prawnik (zm. 1703)
- 1654 – Hans Haubold von Einsiedel, królewsko-polski i elektorsko-saski szambelan i tajny radca (zm. 1700)
- 1686 – Nicola Porpora, włoski kompozytor (zm. 1768)
- 1695 – Gustaf Lundberg(inne języki), szwedzki malarz (zm. 1786)
- 1699 – Bernard de Jussieu, francuski botanik (zm. 1777)
- 1700 – Klemens August Wittelsbach, książę bawarski, elektor Rzeszy, arcykanclerz Włoch, arcybiskup Kolonii, wielki mistrz zakonu krzyżackiego (zm. 1761)
- 1707 – Antonio Marino Priuli, włoski duchowny katolicki, biskup Vicenzy i Padwy, kardynał (zm. 1772)
- 1712 – Fryderyk August Cosel, saski generał piechoty (zm. 1770)
- 1713 – Antoine de Malvin de Montazet, francuski duchowny katolicki, biskup Autun, arcybiskup Lyonu i prymas Galii, członek Akademii Francuskiej (zm. 1788)
- 1718 – Francis Willis, brytyjski lekarz (zm. 1807)
- 1720 – Charles Eisen, francuski rysownik, rytownik (zm. 1778)
- 1723 – John Hobart, brytyjski arystokrata, polityk (zm. 1793)
- 1732 – Filippo Lancellotti, włoski kardynał (zm. 1794)
- 1743 – Eberhard August Wilhelm von Zimmermann, niemiecki geograf, zoolog (zm. 1815)
- 1745 – Jan Ostaszewski, polski szlachcic, polityk (zm. przed 1824)
- 1753 – Josef Dobrovský, czeski duchowny katolicki, filolog, językoznawca, slawista (zm. 1829)
- 1754 – Louis-Marie Stanislas Fréron, francuski dziennikarz, polityk (zm. 1802)
- 1757 – Adam von Bartsch, austriacki grafik, rytownik, historyk sztuki (zm. 1821)
- 1761 – William Carey, brytyjski misjonarz i kaznodzieja baptystyczny (zm. 1834)
- 1763 – Dmitrij Sieniawin, rosyjski admirał (zm. 1831)
- 1768 – Louis Desaix, francuski generał (zm. 1800)
- 1786:
  - Davy Crockett, amerykański wojskowy, polityk (zm. 1836)
  - Wiktoria z Saksonii-Coburga-Saalfeld, księżniczka Saksonii, księżna Kentu (zm. 1861)
- 1798:
  - Anton Delwig, rosyjski baron, poeta, redaktor, wydawca (zm. 1831)
  - Anastazy Hirschel, polski specjalista medycyny sądowej (zm. 1859)
  - Thomas Hodgkin, brytyjski fizyk, lekarz, patolog (zm. 1866)
- 1799 – Robert von Mohl, niemiecki prawnik, polityk (zm. 1875)
- 1800 – Charles Rogier(inne języki), belgijski polityk, premier Belgii (zm. 1885)
- 1801 – Fredrika Bremer, szwedzka pisarka, feministka (zm. 1865)
- 1803:
  - Constantin Wilhelm Lambert Gloger, niemiecki zoolog, ornitolog (zm. 1863)
  - Józef Marchand, francuski duchowny katolicki, misjonarz, męczennik, święty (zm. 1835)
- 1806:
  - Peter Richard Kenrick, amerykański duchowny katolicki, arcybiskup metropolita St. Louis pochodzenia irlandzkiego (zm. 1896)
  - Johann Kaspar Mertz, austro-węgierski gitarzysta, kompozytor (zm. 1856)
- 1813 – Jacenty Sachowicz, polski malarz, konserwator obrazów (zm. 1875)
- 1816 – Benjamin Bilse, niemiecki kompozytor, dyrygent (zm. 1902)
- 1818 – Karol Pollak, polski drukarz, wydawca, księgarz, radny Sanoka (zm. 1880)
- 1819 – Jón Árnason, islandzki folklorysta (zm. 1888)
- 1823 – Palladiusz (Gankiewicz), rosyjski biskup prawosławny (zm. 1893)
- 1825 – Józef Antoni Boretti, polski architekt, konserwator zabytków pochodzenia włoskiego (zm. 1878)
- 1828:
  - Maria Deraismes, francuska pisarka, feministka (zm. 1894)
  - Jules Bernard Luys, francuski neurolog (zm. 1897)
- 1830:
  - Bronisława Anczyc, polska aktorka (zm. 1908)
  - Marcin Biały, polski duchowny katolicki, działacz narodowy (zm. 1923)
  - Richard von Volkmann, niemiecki chirurg, poeta, baśniopisarz (zm. 1889)
- 1833 – Giuseppe Chiarini, włoski pisarz, krytyk literacki (zm. 1908)
- 1834 – Peter Benoit, belgijski kompozytor (zm. 1901)
- 1837 – Franciszek Grzybowski, polski księgarz, wydawca (zm. ok. 1910)
- 1839 – Matthijs Maris, holenderski malarz, grawer (zm. 1917)
- 1840 – Wilfrid Scawen Blunt, brytyjski poeta (zm. 1922)
- 1843 – Ryszard Wilhelm von Dohna, pruski polityk (zm. 1916)
- 1844:
  - Francis Bertie, brytyjski arystokrata, dyplomata (zm. 1919)
  - Menelik II, cesarz Etiopii (zm. 1913)
- 1850 – Victor Henry, francuski językoznawca, wykładowca akademicki (zm. 1907)
- 1851:
  - Henry Drummond, szkocki pisarz, teolog, przyrodnik (zm. 1897)
  - Carl Hintze, niemiecki geolog, mineralog, wykładowca akademicki (zm. 1916)
- 1853:
  - Józef Komarnicki, polski duchowny greckokatolicki, polityk (zm. 1920)
  - Piotr Paliński, polski pedagog, redaktor, dziennikarz, pisarz, publicysta, krajoznawca, działacz narodowy, regionalista (zm. 1950)
- 1855 – Ambrose Shea, kanadyjski polityk (zm. 1905)
- 1856 – Maurice Hauriou(inne języki), francuski prawnik (zm. 1929)
- 1857 – Jan Cieplak, polski duchowny katolicki, arcybiskup metropolita wileński, sufragan mohylewski, Sługa Boży (zm. 1926)
- 1858 – Israel F. Fischer, amerykański prawnik, sędzia, polityk pochodzenia żydowskiego (zm. 1940)
- 1859:
  - Aleksander Adelman, polski samorządowiec, polityk, senator RP (zm. 1942)
  - John Marriott, brytyjski historyk, wykładowca akademicki (zm. 1945)
- 1860 – Georg Bodenstein, niemiecki prawnik, urzędnik kolejowy i państwowy (zm. 1941)
- 1861 – Max Wislicenus, niemiecki malarz, projektant gobelinów (zm. 1957)
- 1863 – Gene Stratton-Porter, amerykańska pisarka, fotografka (zm. 1924)
- 1864 – Robert Foligny Broussard, amerykański prawnik, polityk, senator (zm. 1918)
- 1865 – Cossva Anckarsvärd, szwedzki dyplomata (zm. 1953)
- 1866 – Andrzej Franciszek Dowkontt, polski inżynier technolog (zm. 1948)
- 1867:
  - Ludwik Broekere, polski pianista, dyrygent, pedagog (zm. 1948)
  - Vítězslav Chlumský, czeski chirurg, ortopeda (zm. 1943)
- 1869 – Ludwik Miklaszewski, polski mistrz krawiecki, działacz społeczny, polityk, poseł na Sejm RP (zm. 1931)
- 1870 – Liberato Marcial Rojas, paragwajski polityk, prezydent Paragwaju (zm. 1922)
- 1872:
  - Ludwik Fritsche, polski aktor (zm. 1940)
  - Traian Vuia, rumuński pionier lotnictwa (zm. 1950)
- 1876:
  - James Eric Drummond, brytyjski polityk, dyplomata (zm. 1951)
  - Henri Winkelman, holenderski generał (zm. 1952)
- 1877:
  - Dragutin Dimitrijević, serbski wojskowy, jeden z założycieli organizacji „Czarna Ręka” (zm. 1917)
  - Artur Śliwiński, polski historyk, publicysta, polityk, członek Tymczasowej Rady Stanu Królestwa Polskiego, premier RP (zm. 1953)
- 1878 – Paul Ludwig Troost, niemiecki architekt (zm. 1934)
- 1879:
  - Samuel Goldwyn, amerykański producent filmowy pochodzenia żydowskiego (zm. 1974)
  - Regina Mrozowicka, literatka, dziennikarka feministyczna, tłumaczka literatury francuskiej (zm. 1968)
  - Frank Piekarski, amerykański futbolista, trener pochodzenia polskiego (zm. 1951)
- 1882:
  - Ludwik Dybizbański, polski aktor (zm. 1927)
  - Charles Judels, amerykański aktor (zm. 1969)
- 1883 – Louis Quempe, francuski gimnastyk (zm. 1961)
- 1884 – Liudas Noreika, litewski prawnik i pedagog, działacz społeczny i polityk (zm. 1928)
- 1886:
  - Stefan Bryła, polski inżynier, pionier spawalnictwa, organizator tajnego nauczania (zm. 1943)
  - Stefan Walczykiewicz, polski duchowny katolicki, biskup pomocniczy łucki (zm. 1940)
- 1887 – Karol I Habsburg, cesarz Austrii (zm. 1922)
- 1888 – Monty Woolley, amerykański aktor (zm. 1963)
- 1889 – Edmond Privat, szwajcarski pisarz, dziennikarz, historyk, esperantysta pochodzenia francuskiego (zm. 1962)
- 1890:
  - Stefan Bastyr, polski pilot wojskowy (zm. 1920)
  - Harry Hopkins, amerykański polityk (zm. 1946)
- 1891 – Moritz Mitzenheim, niemiecki duchowny ewangelicki, biskup krajowy Ewangelicko-Luterańskiego Kościoła Krajowego Turyngii, działacz antynazistowski (zm. 1977)
- 1892 – Tamon Yamaguchi, japoński wiceadmirał (zm. 1942)
- 1893 – Mae West, amerykańska aktorka (zm. 1980)
- 1895 – Stefan Niewitecki, polski sierżant pilot (zm. 1967)
- 1896:
  - Klara od NMP Naszej Nadziei Ezcurra Urrutia, baskijska karmelitanka miłosierdzia, męczennica, błogosławiona (zm. 1936)
  - Leslie Groves, amerykański generał porucznik (zm. 1970)
  - Lotte Jacobi, niemiecka fotografka (zm. 1990)
  - Tõnis Kint, estoński polityk, premier i prezydent Estonii na emigracji (zm. 1991)
  - Józef Wittlin, polski pisarz, tłumacz pochodzenia żydowskiego (zm. 1976)
- 1897 – Maria Crescencia Perez, argentyńska zakonnica, błogosławiona (zm. 1932)
- 1898:
  - Vytautas Andrius Graičiūnas, litewsko-amerykański inżynier, teoretyk zarządzania, doradca w zakresie zarządzania (zm. 1952)
  - Matwiej Zacharow, radziecki dowódca wojskowy, marszałek ZSRR, polityk (zm. 1972)
- 1899 – Jan Kalemba, polski rolnik, żołnierz (zm. 1989)
- 1900:
  - Franciszek Guściora, polski historyk, pedagog (zm. 1984)
  - Jezus Hita Miranda, hiszpański marianista, męczennik, błogosławiony (zm. 1936)
  - Tadeusz Łopalewski, polski poeta, prozaik, dramatopisarz, tłumacz, reżyser radiowy (zm. 1979)
- 1901:
  - László Hartmann, węgierski kierowca wyścigowy (zm. 1938)
  - Malcolm MacDonald, brytyjski dyplomata, polityk (zm. 1981)
  - Henri Tomasi, francuski kompozytor, dyrygent (zm. 1971)
- 1902 – Małgorzata Izabela Czartoryska, polska księżniczka (zm. 1929)
- 1903:
  - Raoul Follereau, francuski poeta, prozaik, podróżnik, Sługa Boży (zm. 1977)
  - Olav Sunde, norweski lekkoatleta, oszczepnik (zm. 1985)
- 1904 – Wacław Szyszkowski, polski prawnik, konstytucjonalista (zm. 1996)
- 1905:
  - Michaił Chłomow, radziecki polityk (zm. 1945)
  - Ada Falcon, argentyńska aktorka, tancerka, piosenkarka (zm. 2002)
  - Jup Kazazi, albański polityk (zm. 1946)
- 1906:
  - Đuka Agić, jugosłowiański i chorwacki piłkarz (zm. 1985)
  - Marcelo Caetano, portugalski polityk, premier Portugalii (zm. 1980)
  - Eduard Strauch, niemiecki funkcjonariusz nazistowski, zbrodniarz wojenny (zm. 1955)
- 1907:
  - Julian Horodecki, polski polityk, poseł na Sejm PRL (zm. 1969)
  - Gunnar Jansson, szwedzki piłkarz (zm. 1998)
  - Zygmunt Mycielski, polski kompozytor, publicysta, pisarz, krytyk muzyczny (zm. 1987)
  - Vladas Niunka, litewski działacz partyjny i państwowy, agitator, propagandysta, religioznawca (zm. 1983)
  - Roger Peyrefitte, francuski pisarz (zm. 2000)
  - Ciro Verratti, włoski florecista (zm. 1971)
- 1908 – (lub 10 maja 1910) Papusza, polska poetka pochodzenia romskiego, pisząca w języku romskim (zm. 1987)
- 1909:
  - Olaf Barda, norweski szachista (zm. 1971)
  - Fritz Hippler, niemiecki reżyser filmowy, propagandysta nazistowski (zm. 2002)
  - Mitrofan (Znosko-Borowski), rosyjski biskup prawosławny (zm. 2002)
- 1910 – Jadwiga Żylińska, polska pisarka, eseistka, autorka powieści dla młodzieży, powieści historycznych, słuchowisk i adaptacji (zm. 2009)
- 1911:
  - Michaił Botwinnik, rosyjski szachista (zm. 1995)
  - Zbigniew Jordan, polski filozof, socjolog, publicysta, wykładowca akademicki, działacz emigracyjny (zm. 1977)
- 1912 – Margaret Scriven, brytyjska tenisistka (zm. 2001)
- 1913:
  - Mark Felt, amerykański agent FBI (zm. 2008)
  - Oscar Alfredo Gálvez, argentyński kierowca wyścigowy (zm. 1989)
  - Ryszard Piec, polski piłkarz (zm. 1979)
- 1914:
  - Aleksander Chudek, polski chorąży pilot, as myśliwski (zm. 1944)
  - Franklin Delano Roosevelt Jr., amerykański polityk (zm. 1988)
  - Feliks Róg-Mazurek, polski podpułkownik, prawnik, socjolog, bibliotekarz (zm. 1971)
- 1916:
  - Stefan Bronarski, polski porucznik, członek podziemia antykomunistycznego (zm. 1951)
  - Eivind Skabo, norweski kajakarz (zm. 2006)
- 1918:
  - Evelyn Ankers, brytyjska aktorka (zm. 1985)
  - George Scratchley Brown, amerykański generał (zm. 1978)
  - Ike Quebec, amerykański saksofonista jazzowy (zm. 1963)
  - Jewgienija Sieczenowa, radziecka lekkoatletka, sprinterka (zm. 1990)
- 1919:
  - Maurice Amundson, amerykański kapitan marynarki wojennej (zm. 1944)
  - Georgia Gibbs, amerykańska piosenkarka (zm. 2006)
  - Wiktor Wiącek, polski porucznik, cichociemny (zm. ?)
- 1920:
  - Janina Augustyńska, polska harcerka, żołnierz AK, uczestniczka powstania warszawskiego (zm. 1944)
  - Charles Merrill Jr., amerykański filantrop (zm. 2017)
  - Maureen O’Hara, amerykańska aktorka, piosenkarka pochodzenia irlandzkiego (zm. 2015)
- 1921:
  - Bolesław Koperski, polski robotnik, działacz partyjny, dyplomata (zm. 1991)
  - Marian Kowalski, polski żołnierz, działacz społeczny, numiznatyk (zm. 1996)
  - Donald Steyer, polski prawnik, historyk prawa (zm. 1994)
- 1922 – Chalid Muhji ad-Din, egipski major, polityk (zm. 2018)
- 1923:
  - Pierre Chaunu, francuski historyk (zm. 2009)
  - Julius Harris, amerykański aktor (zm. 2004)
  - Józef Kijowski, polski ekonomista, polityk, poseł na Sejm PRL (zm. 1983)
  - Larry Rivers, amerykański malarz, rzeźbiarz (zm. 2002)
  - Mira Stupica, serbska aktorka (zm. 2016)
  - Chaleo Yoovidhya, tajski przedsiębiorca (zm. 2012)
- 1924:
  - Jerzy Krasówka, polski piłkarz (zm. 2001)
  - Irena Lechowa, polska etnograf (zm. 1991)
- 1925:
  - Tadeusz Dąbkowski, polski generał brygady (zm. 2016)
  - John Hawkes, amerykański pisarz (zm. 1998)
  - Tadeusz Makarewicz, polski pułkownik (zm. 2025)
  - Krzysztof Mangel, polski wojskowy, radiotechnik, elektronik (zm. 2018)
  - Luiz José Marques, brazylijski piłkarz (zm. 2014)
- 1926:
  - Håkon Barfod, norweski żeglarz sportowy (zm. 2013)
  - Armando Bortolaso, włoski duchowny katolicki, biskup, wikariusz apostolski Aleppo (zm. 2019)
  - Jiang Zemin, chiński polityk, przewodniczący ChRL, sekretarz generalny KPCh (zm. 2022)
  - George Melly, brytyjski wokalista jazzowy i bluesowy, kompozytor, pisarz, scenarzysta, aktor, krytyk filmowy i telewizyjny (zm. 2007)
- 1927:
  - Zbigniew Kotański, polski geolog (zm. 2005)
  - Wacław Olak, polski polityk, poseł na Sejm RP (zm. 2017)
  - Jacek Szpotański, polski inżynier elektryk, ekonomista (zm. 2019)
- 1928:
  - Lech Antonowicz, polski prawnik
  - Lola Liivat, estońska malarka (zm. 2025)
- 1929:
  - Gary Powers, amerykański pilot wojskowy (zm. 1977)
  - Rex White, amerykański kierowca wyścigowy (zm. 2025)
- 1930:
  - Krystyna Hajec-Wleciał, polska siatkarka (zm. 2020)
  - Ted Hughes, brytyjski poeta (zm. 1998)
  - Jaroslav Košnar, słowacki piłkarz (zm. 1985)
  - Simone Arnold Liebster, francuska pisarka, filantropka
  - Janina Stefanowicz-Schmidt, polska rzeźbiarka, pedagog
- 1931 – Maria Pinińska-Bereś, polska rzeźbiarka, performerka (zm. 1999)
- 1932:
  - Zdzisław Jusis, polski rzemieślnik, działacz społeczny, polityk, poseł na Sejm PRL (zm. 2012)
  - V.S. Naipaul, brytyjski prozaik, eseista, laureat Nagrody Nobla (zm. 2018)
  - Jean-Jacques Sempé, francuski rysownik, ilustrator (zm. 2022)
- 1933:
  - László Bödör, węgierski piłkarz
  - Tom Courtney, amerykański lekkoatleta, średniodystansowiec (zm. 2023)
  - Gene Kranz, amerykański inżynier
  - Jules Le Lievre, nowozelandzki rugbysta, trener, działacz sportowy (zm. 2016)
  - Ken Sears, amerykański koszykarz (zm. 2017)
- 1934:
  - Barbara Bartman-Czecz, polska reżyserka filmów przyrodniczych (zm. 2009)
  - Marian Borkowski, polski kompozytor, muzykolog, pianista, pedagog
  - František Šmahel, czeski historyk, mediewista (zm. 2025)
  - Stanisław Szczepaniak, polski biathlonista (zm. 2015)
- 1935:
  - Wiesław Malicki, polski dziennikarz, poeta, aforysta (zm. 2011)
  - Katalin Szőke, węgierska pływaczka (zm. 2017)
  - Jerzy Ściesiek, polski poeta, malarz (zm. 2017)
  - Oleg Tabakow, rosyjski aktor (zm. 2018)
- 1936:
  - Henri De Wolf, belgijski kolarz szosowy (zm. 2023)
  - Roque Ditro, argentyński piłkarz (zm. 2001)
  - Margaret Hamilton, amerykańska informatyk, inżynier oprogramowania
  - Ivan Parík(inne języki), słowacki kompozytor (zm. 2005)
  - Arthur Rowe, brytyjski lekkoatleta, kulomiot (zm. 2003)
  - Floyd Westerman, amerykański aktor, pieśniarz, kompozytor (zm. 2007)
- 1937:
  - Przemysław Busse, polski ornitolog
  - Andrzej Czechowicz, polski agent wywiadu
  - Marek Dąbrowski, polski aktor
  - Michael Fitzgerald, brytyjski duchowny katolicki, kardynał
  - Spiros Fokas, grecki aktor (zm. 2023)
  - Jewgienij Iljin, rosyjski pułkownik służby medycznej, kosmonauta
  - Paul Walsh, amerykański duchowny katolicki, biskup Rockville Centre (zm. 2014)
- 1938:
  - Stanisław Kaminski, rosyjski piłkarz, trener (zm. 2005)
  - Teodoros Pangalos, grecki prawnik, ekonomista, polityk (zm. 2023)
- 1939:
  - Luther Allison, amerykański gitarzysta bluesowy (zm. 1997)
  - Wałentyn Chodukin, ukraiński piłkarz, trener (zm. 2020)
  - Vladislavas Domarkas, litewski inżynier, radiotechnik, polityk (zm. 2016)
  - Gidon Sagi, izraelski polityk
  - Ramaz Uruszadze, gruziński piłkarz, bramkarz (zm. 2012)
- 1940:
  - Eusebio Cano Pinto, hiszpański pisarz, publicysta, polityk, eurodeputowany (zm. 2020)
  - David Price, amerykański polityk, kongresmen
  - Zofia Romaszewska, polska fizyk, działaczka antykomunistyczna i społeczna
  - Lew Stansby, amerykański brydżysta (zm. 2024)
- 1941:
  - Stere Adamache, rumuński piłkarz (zm. 1978)
  - Ibrahim Babangida, nigeryjski generał, polityk, prezydent Nigerii
  - Lothar Bisky, niemiecki polityk (zm. 2013)
  - Gilbert Clain, francuski rzeźbiarz (zm. 2021)
  - Nikołaj Gubienko, rosyjski aktor, reżyser filmowy (zm. 2020)
  - Luigi Stucchi, włoski duchowny katolicki, biskup pomocniczy Mediolanu (zm. 2022)
  - Fritz Wepper, niemiecki aktor (zm. 2024)
- 1942 – Muslim Magomajew, azerski śpiewak operowy (baryton) (zm. 2008)
- 1943:
  - Robert De Niro, amerykański aktor, reżyser i producent filmowy
  - Yukio Kasaya, japoński skoczek narciarski (zm. 2024)
  - Mykoła Szmatko, ukraiński rzeźbiarz, malarz (zm. 2020)
- 1944:
  - Larry Ellison, amerykański informatyk, przedsiębiorca
  - Rexhep Mejdani, albański polityk, prezydent Albanii
- 1945:
  - Yves Herbet, francuski piłkarz, trener (zm. 2024)
  - Rachel Pollack, amerykańska pisarka science fiction, autorka komiksów, tarocistka (zm. 2023)
- 1946:
  - Martha Coolidge, amerykańska reżyserka filmowa
  - Patrick Manning, trynidadzko-tobagijski polityk, premier Trynidadu i Tobago (zm. 2016)
  - Eugeniusz Priwieziencew, polski aktor, reżyser, scenarzysta, dramaturg (zm. 2005)
  - Wiesław Woda, polski polityk, poseł na Sejm RP (zm. 2010)
- 1947:
  - Muhammad Abd al-Aziz, arabski polityk, prezydent Sahary Zachodniej (zm. 2016)
  - Wiera Gawriłowa, radziecka lekkoatletka, skoczkini wzwyż
  - Sylvia Nasar, amerykańska ekonomistka, pisarka pochodzenia niemieckiego
  - Maria Roszkowska-Blaim, polska lekarka pediatra (zm. 2015)
- 1948:
  - Włodzimierz Gąsior, polski piłkarz, trener
  - Edward Lazear, amerykański ekonomista (zm. 2020)
  - Patrick Zurek, amerykański duchowny katolicki pochodzenia czeskiego, biskup Amarillo
- 1949:
  - Jean-Noël Augert, francuski narciarz alpejski
  - Colin Campbell, brytyjska pisarka, biografka, dziennikarka, modelka
  - Victor Catan, mołdawski funkcjonariusz milicji, polityk, minister spraw wewnętrznych
  - Norm Coleman, amerykański polityk, senator
  - Sue Draheim, amerykańska piosenkarka country, skrzypaczka (zm. 2013)
  - Julian Fellowes, brytyjski aktor, reżyser i scenarzysta filmowy
  - Mitsunori Fujiguchi, japoński piłkarz
  - Sib Hashian, amerykański perkusista, członek zespołu Boston (zm. 2017)
  - Ion Hadârcă, mołdawski pisarz, publicysta, polityk
  - Henning Jensen, duński piłkarz (zm. 2017)
  - Włodzimierz Lengauer, polski historyk starożytności, wykładowca akademicki
  - José Marcos, portugalski duchowny katolicki, biskup diecezji Beja
  - Frank Siebeck, niemiecki lekkoatleta, płotkarz
  - Ewa Spychalska, polska nauczycielka, działaczka związkowa, polityk, poseł na Sejm RP
- 1950:
  - Vasudevan Baskaran, indyjski hokeista na trawie
  - Jānis Bulis, łotewski duchowny katolicki, biskup diecezjalny rzeżycko-agłoński
  - Paweł Kurczewski, polski zapaśnik (zm. 2009)
  - Sharat Saxena, indyjski aktor
- 1951:
  - Wesley Eure, amerykański aktor, reżyser, scenarzysta i producent telewizyjny
  - Robert Joy, kanadyjski aktor, kompozytor
  - Alan Minter, brytyjski bokser (zm. 2020)
  - Konrad Weise, niemiecki piłkarz, trener
- 1952:
  - Nelson Piquet, brazylijski kierowca wyścigowy F 1
  - Elżbieta Starosławska, polska onkolog, profesor nauk medycznych (zm. 2024)
  - Kathryn Thornton, amerykańska fizyk, astronautka
  - Guillermo Vilas, argentyński tenisista
- 1953:
  - Dragan Kićanović, serbski koszykarz
  - Andreas Kirchner, niemiecki bobsleista (zm. 2010)
  - Herta Müller, niemiecka pisarka, laureatka Nagrody Nobla
  - Małgorzata Potocka, polska aktorka, reżyserka i producentka filmowa
  - Robert Thirsk, kanadyjski astronauta
- 1954:
  - Eric Johnson, amerykański gitarzysta
  - Luis Mandoki, meksykański reżyser, scenarzysta i producent filmowy
  - Nina Muradian, ormiańska siatkarka
  - Andrés Pastrana, kolumbijski polityk, prezydent Kolumbii
- 1955:
  - Grażyna Auguścik, polska wokalistka jazzowa
  - Antoni Gryzik(inne języki), polski aktor
  - Richard Hilton, amerykański przedsiębiorca
  - Władysław Sikora, polski artysta kabaretowy
- 1956:
  - Reinhard Hesse, niemiecki dziennikarz, pisarz (zm. 2004)
  - John Kosmina, australijski piłkarz, trener pochodzenia polskiego
  - Álvaro Pino, hiszpański kolarz szosowy
- 1957:
  - James Donaldson, brytyjski koszykarz
  - Nina Gocławska, polska tancerka, aktorka, prezenterka telewizyjna (zm. 2009)
  - Ricardo Mollo, argentyński piosenkarz
  - Jacek Żakowski, polski dziennikarz, publicysta
- 1958:
  - Nicholas Bell, australijski aktor
  - Belinda Carlisle, amerykańska piosenkarka, aktorka
  - Krzysztof Dutkiewicz, polski aktor
  - Francisco González Ramos, meksykański duchowny katolicki, biskup Izcalli
  - Zbigniew Machej, polski poeta, tłumacz literatury czeskiej i słowackiej, działacz kulturalny
  - Jolanta Sekulak-Szymańska, polska hokeistka na trawie
- 1959:
  - Jonathan Franzen, amerykański pisarz, eseista
  - Jacek Kazimierski, polski piłkarz, bramkarz, trener
  - David Koresh, amerykański przywódca apokaliptycznej sekty „Gałąź Dawidowa” (zm. 1993)
  - Kate McNeil, amerykańska aktorka
  - Eric Schlosser, amerykański dziennikarz pochodzenia żydowskiego
  - Ryszard Tomczyk, polski polityk, poseł na Sejm RP
- 1960:
  - Alexandre Yikyi Bazié, burkiński duchowny katolicki, biskup pomocniczy Koudougou
  - Thomas Ernst, szwedzki szachista
  - Sean Penn, amerykański aktor, reżyser, scenarzysta i producent filmowy pochodzenia żydowsko-irlandzkiego
- 1961:
  - Barry Davis, amerykański zapaśnik
  - Ranko Krivokapić, czarnogórski polityk
  - Aleksandyr Markow, bułgarski piłkarz
  - Gyula Molnár, węgierski inżynier, samorządowiec, polityk
  - Hervé Morin, francuski polityk, prezydent regionu Normandia
  - Lydia Mutsch, luksemburska działaczka samorządowa, polityk
  - Kati Outinen, fińska aktorka
  - Clemens Pickel, niemiecki duchowny katolicki, biskup Saratowa
  - Alexandr Vondra, czeski geograf, dysydent, dyplomara, polityk
- 1962:
  - Oktawian Marek Bulanowski, polski poeta, teoretyk literatury, tłumacz
  - Gilby Clarke, amerykański gitarzysta rockowy, wokalista, kompozytor, producent muzyczny
  - Takeshi Ōno, japoński trener piłkarski
  - Jacek Pyl, polski duchowny katolicki, biskup pomocniczy diecezji odesko-symferopolskiej na Ukrainie
  - Grzegorz Śniegowski, polski żużlowiec, trener
  - Michael Wilder, amerykański szachista
- 1963:
  - Żakyp Asanow, kazachski prawnik, prokurator generalny
  - Christian Ehler, niemiecki polityk
  - Jan Heintze, duński piłkarz
  - Andrzej Jakimowski, polski reżyser filmowy
  - Jewgienij Jarowienko, kazachski piłkarz, trener pochodzenia ukraińskiego
  - Maritza Martén, kubańska lekkoatletka, dyskobolka
  - Jackie Walorski, amerykańska misjonarka, polityk, republikanka (zm. 2022)
- 1964:
  - Colin James, kanadyjski wokalista, gitarzysta
  - Jorginho, brazylijski piłkarz
  - Maria McKee, amerykańska piosenkarka
  - Alenka Trop Skaza, słoweńska lekarz, polityk
- 1965:
  - Anna Maria Bernini, włoska polityk
  - Leszek Miszczyk, polski onkolog, profesor nauk medycznych (zm. 2021)
  - Anton Pfeffer, austriacki piłkarz, trener
  - Masa’aki Satake, japoński karateka, kick-boxer
  - Sławomir Starosta, polski muzyk, członek zespołu Balkan Electrique
  - Jacek Woda, polski szachista
- 1966:
  - Iveta Bieliková, słowacka koszykarka
  - Karsten Brannasch, niemiecki bobsleista
  - Beata Jeromkin, polska siatkarka
  - Jacek Jońca, polski dziennikarz i komentator sportowy
  - Rodney Mullen, amerykański skater
  - Jarosław Porwich, polski związkowiec, polityk, poseł na Sejm RP
  - Igor Trandienkow, rosyjski lekkoatleta, tyczkarz
  - József Zvara, węgierski piłkarz
- 1967:
  - Yukari Kondō, japońska curlerka
  - Iwona Siekierzyńska, polska reżyserka i scenarzystka filmowa
  - Nadieżda Tałanowa, rosyjska biathlonistka
- 1968:
  - Piotr Ćwik, polski katecheta, polityk, wojewoda małopolski
  - Steffen Fetzner, niemiecki tenisista stołowy
  - Anja Fichtel, niemiecka florecistka
  - Andrij Kuźmenko, ukraiński wokalista, członek zespołu Skryabin (zm. 2015)
  - Helen McCrory, brytyjska aktorka (zm. 2021)
  - Israel Militosjan, ormiański sztangista
- 1969:
  - Daniela Castro, meksykańska aktorka
  - Markus Gisdol, niemiecki piłkarz, trener
  - Christian Laettner, amerykański koszykarz pochodzenia polskiego
  - Edyta Małoszyc, polska pięcioboistka nowoczesna
  - Uhm Jung-hwa, południowokoreańska piosenkarka, aktorka, tancerka
  - Donnie Wahlberg, amerykański aktor, piosenkarz, producent muzyczny
  - Andrzej Wierzgacz, polski koszykarz
- 1970:
  - Jim Courier, amerykański tenisista
  - Tomasz Kasprzyk, polski muzyk, kompozytor, producent muzyczny, inżynier dźwięku, dziennikarz, członek zespołu Deriglasoff
  - István Kovács, węgierski bokser
  - Killah Priest, amerykański raper
  - Tony Rickardsson, szwedzki żużlowiec
- 1971:
  - Laura Ballotta, włoska lekkoatletka, tyczkarka
  - Asiet Isiekieszew, kazachski polityk
  - Jorge Posada, portorykański baseballista
  - Ulrika Sjöwall, szwedzka łuczniczka
  - Brendon Crooks, nowozelandzki judoka
- 1972:
  - Jacek Bogusławski, polski ekonomista, polityk, członek zarządu Województwa Wielkopolskiego
  - Patrick Reiter, austriacki judoka
  - Andreas Schlütter, niemiecki biegacz narciarski
- 1973:
  - Tim Forsyth, australijski lekkoatleta, skoczek wzwyż
  - Tiombe Hurd, amerykańska lekkoatletka, trójskoczkini
- 1974:
  - Tony Hajjar, libański perkusista, członek zespołów At the Drive-In, Sparta i Gone Is Gone
  - Niclas Jensen, duński piłkarz
  - Marisabel Lomba, belgijska judoczka
  - Joel Sánchez, meksykański piłkarz
  - Renata Szykulska, polska lekkoatletka, trójskoczkini
  - Jacek Szymkiewicz, polski muzyk, autor tekstów, członek zespołów: Marians, Babu Król i Pogodno (zm. 2022)
  - Jacek Wilk, polski adwokat, ekonomista, polityk, poseł na Sejm RP
  - Wojciech Żółty, polski gitarzysta, wokalista, autor tekstów, członek zespołu Akurat
- 1975:
  - Gabriele Becker, niemiecka lekkoatletka, sprinterka
  - Luigi Mastrangelo, włoski siatkarz
- 1976:
  - Scott Halberstadt, amerykański aktor
  - Ołena Krasowśka, ukraińska lekkoatletka, płotkarka
  - Geertjan Lassche, holenderski dziennikarz, autor filmów dokumentalnych
  - Carlos Newton, kanadyjski zawodnik MMA
  - Valentijn Overeem, holenderski zawodnik MMA
  - Serhij Zakarluka, ukraiński piłkarz, trener (zm. 2014)
- 1977:
  - Nathan Deakes, australijski lekkoatleta, chodziarz
  - William Gallas, francuski piłkarz
  - Thierry Henry, francuski piłkarz
  - Leszek Lichota, polski aktor
  - Daniel Pancu, rumuński piłkarz
  - Edu del Prado, hiszpański piosenkarz, aktor
  - Tarja Turunen, fińska piosenkarka, autorka tekstów, kompozytorka
  - Natasza Urbańska, polska aktorka, piosenkarka, tancerka
- 1978:
  - Mehdi Baala, francuski lekkoatleta, długodystansowiec pochodzenia algierskiego
  - Quique De Lucas, hiszpański piłkarz
  - Jelena Karleuša, serbska piosenkarka
  - Agnieszka Kosmatka, polska siatkarka
  - Vibeke Stene, norweska wokalistka, nauczycielka śpiewu
- 1979:
  - Julien Escudé, francuski piłkarz
  - Arleta Meloch, polska lekkoatletka, biegaczka długodystansowa
  - Katarzyna Owczarek, polska strzelczyni sportowa
  - Daniele Sottile, włoski siatkarz
- 1980:
  - Wit Dziki, polski prezenter telewizyjny, wokalista
  - Daniel Güiza, hiszpański piłkarz
  - Aneta Hryckiewicz-Gontarczyk, polska ekonomistka
  - David Legwand, amerykański hokeista
  - Lene Marlin, norweska piosenkarka
- 1981:
  - Sacha Lima, boliwijski piłkarz
  - Jayna Oso, amerykańska aktorka pornograficzna
  - Alessandro Paparoni, włoski siatkarz
  - Craig Rocastle, grenadyjski piłkarz
- 1982:
  - Phil Jagielka, angielski piłkarz pochodzenia polskiego
  - Mark Salling, amerykański muzyk, aktor (zm. 2018)
  - Karim Ziani, algierski piłkarz
- 1983:
  - Aleksandra Fila, polska lekkoatletka, trójskoczkini
  - Tom Ford, angielski snookrzysta
  - Thomas Koch, austriacki hokeista
  - Daniel Köllerer, austriacki tenisista
  - Dustin Pedroia, amerykański baseballista pochodzenia włoskiego
- 1984:
  - Dee Brown, amerykański koszykarz
  - Oksana Domnina, rosyjska łyżwiarka figurowa
  - András Flumbort, węgierski szachista
  - Gabriela Kornacka, polska piłkarka ręczna
  - Aleksandr Kwachadze, gruziński piłkarz
  - Cristian Pulhac, rumuński piłkarz
  - Rodri, hiszpański piłkarz
- 1985:
  - Jekatierina Andriuszyna, rosyjska piłkarka ręczna
  - Troy Brouwer, kanadyjski hokeista
  - Billy Dib, australijski bokser
  - Alex Honnold, amerykański wspinacz
  - Victor Negrescu, rumuński polityk, eurodeputowany
- 1986:
  - Marcus Berg, szwedzki piłkarz
  - Rudy Gay, amerykański koszykarz
  - Juliet Itoya, hiszpańska lekkoatletka, skoczkini w dal
  - Dienis Korniłow, rosyjski skoczek narciarski
  - Tyrus Thomas, amerykański koszykarz
- 1987:
  - Ross James, amerykański wioślarz
  - Ri Kwang-hyok, północnokoreański piłkarz
- 1988:
  - Justin Dorey, kanadyjski narciarz dowolny
  - Johanna Larsson, szwedzka tenisistka
  - Wojciech Moranda, polski szachista
  - Erika Toda, japońska aktorka
- 1989:
  - Latisha Chan, tajwańska tenisistka
  - Štefan Chrtiansky, słowacki siatkarz
  - Robert Lewandowski, amerykański koszykarz pochodzenia polskiego
  - Robert Mszwidobadze, gruziński judoka
  - Marta Mysur, polska zawodniczka taekwondo, policjantka
  - John Perrin, kanadyjski siatkarz
  - Szymon Rduch, polski koszykarz
  - Jeff Simon, amerykański łyżwiarz szybki, specjalista short tracku
- 1990:
  - Władisław Bajcajew, rosyjski zapaśnik
  - Jessica Dickons, brytyjska pływaczka
  - Rachel Hurd-Wood, brytyjska aktorka
  - Artur Ioniță, mołdawski piłkarz
  - Muki Sabogal, polsko-peruwiańska aktorka
  - Ivan Šarić, chorwacki szachista
  - Kieran Sowden, brytyjski siatkarz
- 1991:
  - Austin Butler, amerykański aktor, piosenkarz, model
  - Michael Hepburn, australijski kolarz torowy
  - Steven Zuber, szwajcarski piłkarz
- 1992:
  - Jeanine Assani Issouf, francuska lekkoatletka, trójskoczkini
  - Rusheen McDonald, jamajski lekkoatleta, sprinter
  - Fabrice Mels, belgijski kolarz górski
  - Edgar Salli, kameruński piłkarz
  - Nikola Stojiljković, serbski piłkarz
- 1993:
  - Rodrigo Caio, brazylijski piłkarz
  - Ederson, brazylijski piłkarz, bramkarz
  - Karolina Pieńkowska, polska judoczka
  - Sarah Sjöström, szwedzka pływaczka
  - Xie Zhenye, chiński lekkoatleta, sprinter
- 1994:
  - Tiemoué Bakayoko, francuski piłkarz pochodzenia iworyjskiego
  - Julie Farseth Berg, norweska lekkoatletka, tyczkarka
  - Taissa Farmiga, amerykańska aktorka
  - Josefina Fernández, argentyńska siatkarka
  - Archie Goodwin, amerykański koszykarz
  - Władimir Maslennikow, rosyjski strzelec sportowy
  - Tahjere McCall, amerykański koszykarz
  - Dai Dai Ntab, holenderski łyżwiarz szybki pochodzenia senegalskiego
  - Desiree Singh, niemiecka lekkoatletka, tyczkarka
- 1995:
  - Tomislav Gabrić, chorwacki koszykarz
  - Gracie Gold, amerykańska łyżwiarka figurowa
  - Meek, Oh Why?, polski raper, trębacz
  - Luke Petrasek, amerykański koszykarz
  - Adam Schriemer, kanadyjski siatkarz
- 1996 – Indi Hartwell, australijska wrestlerka
- 1997 – Wil London, amerykański lekkoatleta, sprinter
- 1998:
  - Ilinca Băcilă, rumuńska piosenkarka
  - Zakaria El Wardi, marokański piłkarz
- 1999:
  - Ismail Jakobs, niemiecki piłkarz pochodzenia senegalskiego
  - Tyrell Malacia, holenderski piłkarz
  - Hanna Puchalska, polska youtuberka, infruencerka, piosenkarka
  - Illa Szkuryn, białoruski piłkarz
  - Aleksa Terzić, serbski piłkarz
  - Won Ji-an, południowokoreańska aktorka
- 2000:
  - Lil Pump, amerykański raper, autor tekstów pochodzenia kubańsko-meksykańskiego
  - Olivia Nelson-Ododa, amerykańska koszykarka
- 2001:
  - Sebastián Fierro, meksykański piłkarz
  - Diego Romero, peruwiański piłkarz, bramkarz
- 2002 – Valentin Foubert, francuski skoczek narciarski
- 2003:
  - Rayan Cherki, francuski piłkarz pochodzenia algierskiego
  - The Kid Laroi, australijski piosenkarz, raper, autor tekstów, producent muzyczny
  - Nastasja Schunk, niemiecka tenisistka
  - Yang Han-yeol, południowokoreański aktor
- 2004 – Tina Clayton, jamajska lekkoatletka, sprinterka
- 2007 – Gabriel Carvalho, brazylijski piłkarz

## Zmarli
- 309 – Euzebiusz, papież, święty (ur. ?)
- 1153 – Eustachy IV, hrabia Boulogne (ur. ok. 1130)
- 1236 – Jan II z Dražic, czeski duchowny katolicki, biskup praski (ur. ?)
- 1304 – Go-Fukakusa, cesarz Japonii (ur. 1243)
- 1308 – Klara z Montefalco, włoska augustianka, stygmatyczka, święta (ur. 1268 lub 75)
- 1461 – Jacques de Milly, wielki mistrz joannitów (ur. ?)
- 1510 – Edmund Dudley, angielski polityk (ur. ok. 1462)
- 1553 – Karol III Dobry, książę Sabaudii (ur. 1486)
- 1559 – Lorenzo Priuli, doża Wenecji (ur. 1489)
- 1571 – Marcantonio Bragadin, wenecki prawnik, oficer (ur. 1523)
- 1587 – Filippo Vastavillani, włoski kardynał (ur. 1541)
- 1590 – Jakub III, margrabia Badenii-Durlach (ur. 1562)
- 1627:
  - Gajusz Akashi Jiemon, koreański tercjarz dominikański, męczennik, błogosławiony (ur. ?)
  - Magdalena Kiyota, japońska tercjarka dominikańska, męczennica, błogosławiona (ur. ?)
  - Franciszek Kuhyōe, japoński tercjarz franciszkański, męczennik, błogosławiony (ur. ?)
  - Franciszka Pinzokere, japońska tercjarka dominikańska, męczennica, błogosławiona (ur. ?)
- 1631 – Krzysztof Michał Sapieha, pisarz wielki litewski (ur. 1607)
- 1633:
  - Jakub Kyusei Gorōbyōe Tomonaga, japoński dominikanin, męczennik, święty (ur. 1582)
  - Michał Kurōbyōe, japoński męczennik, święty (ur. ?)
- 1637 – Johann Gerhard, niemiecki teolog luterański (ur. 1582)
- 1656 – Korneliusz, rosyjski duchowny prawosławny, metropolita kazański (ur. ?)
- 1657 – Robert Blake, angielski admirał (ur. 1599)
- 1673 – Regnier de Graaf, holenderski lekarz, anatom (ur. 1641)
- 1676 – Hans Jakob Christoffel von Grimmelshausen, niemiecki pisarz (ur. 1621/22)
- 1681 – Nikon, rosyjski duchowny prawosławny, patriarcha Moskwy i całej Rusi (ur. 1605)
- 1693 – Jan Jerzy II, książę Anhalt-Dessau (ur. 1627)
- 1715 – Hannibal Germanus von Schmertzing, królewsko-polski i elektorsko-saski szambelan (ur. 1660)
- 1720 – Anne Dacier, francuska filolog klasyczna, tłumaczka (ur. 1654)
- 1721 – (data pogrzebu) Jacques Paisible, francuski kompozytor (ur. ok. 1656)
- 1736:
  - James Berkeley, brytyjski arystokrata, wojskowy (ur. po 1679)
  - Joanna Delanoue, francuska zakonnica, święta (ur. 1666)
- 1738 – Francesco Barberini, włoski kardynał (ur. 1662)
- 1758 – Stiepan Fiodorowicz Apraksin, rosyjski feldmarszałek (ur. 1702)
- 1763 – Antonio Solari, włoski architekt (ur. 1700)
- 1764 – Michaił Daszkow, rosyjski książę, generał major (ur. 1736)
- 1767 – Gaspare Diziani(inne języki), włoski malarz (ur. 1689)
- 1768 – (lub 1769) Wasilij Triediakowski, rosyjski prozaik, poeta, teoretyk literatury, tłumacz (ur. 1703)
- 1775 – Kunegunda Drwęska, polska szlachcianka (ur. ok. 1730)
- 1776 – Johann Adam von Ickstatt, niemiecki pedagog (ur. 1702)
- 1786 – Fryderyk II Wielki, król Prus (ur. 1712)
- 1799 – Tadeusz Trzciński, polski szlachcic, polityk (ur. 1746)
- 1802:
  - Willem II van Citters, holenderski polityk (ur. 1723)
  - Wilhelm Friedrich Karl von Schwerin, pruski hrabia, dowódca wojskowy, dyplomata (ur. 1739)
- 1806 – John Dennis, amerykański prawnik, polityk (ur. 1771)
- 1807 – Johannes Tetens, niemiecki filozof (ur. 1736)
- 1809 – Matthew Boulton, brytyjski przedsiębiorca (ur. 1728)
- 1812:
  - Michał Grabowski, polski generał brygady (ur. 1773)
  - Jan Suffczyński, polski generał major (ur. 1750)
- 1814 – Konstanty Tymieniecki, polski poeta, tłumacz (ur. 1767)
- 1816 – Samuel Johnston, amerykański polityk (ur. 1733)
- 1831 – Piotr Czujkiewicz, rosyjski generał-major (ur. 1783)
- 1833 – Kamil Mochnacki, polski wojskowy, uczestnik powstania listopadowego (ur. 1806)
- 1834 – Leopoldyna Naudet, włoska zakonnica, założycielka zgromadzenia Sióstr od Świętej Rodziny, błogosławiona (ur. 1773)
- 1836 – Karol Hessen-Kassel, landgraf Hesji-Kassel, gubernator duńskich księstw Szlezwiku i Holsztynu (ur. 1744)
- 1837 – John Floyd, amerykański lekarz wojskowy, polityk (ur. 1783)
- 1838 – Lorenzo Da Ponte, włoski librecista (ur. 1749)
- 1841 – Carlo Odescalchi, włoski duchowny katolicki, arcybiskup Ferrary, kardynał (ur. 1785)
- 1844 – George Townsend, amerykański polityk (ur. 1769)
- 1850:
  - José de San Martín, argentyński generał, przywódca walk niepodległościowych w Ameryce Południowej (ur. 1778)
  - Francesco Serra-Cassano, włoski duchowny katolicki, arcybiskup Kapui, kardynał (ur. 1783)
- 1852 – Sveinbjörn Egilsson, islandzki teolog, pedagog, poeta, tłumacz (ur. 1791)
- 1855 – Józef Aleksy Morawski, polski polityk (ur. 1791)
- 1857 – Daniel Latussek, niemiecki duchowny katolicki, biskup pomocniczy wrocławski (ur. 1787)
- 1861 – Giacomo Piccolomini, włoski kardynał (ur. 1795)
- 1869 – Franciszek Kurowski, polski podpułkownik ułanów (ur. 1764)
- 1878 – Ignacy Brunner, polski ginekolog pochodzenia żydowskiego (ur. 1813)
- 1880 – Ole Bornemann Bull, norweski skrzypek (ur. 1810)
- 1881 – Maria Elżbieta Turgeon, kanadyjska zakonnica, błogosławiona (ur. 1840)
- 1886 – Aleksandr Butlerow, rosyjski chemik (ur. 1828)
- 1891 – Teofil Kegel, polski duchowny katolicki, działacz społeczny i niepodległościowy (ur. 1815)
- 1896 – Robert Adolf Chodasiewicz, polski wojskowy, inżynier, topograf (ur. 1832)
- 1898 – Karl Zeller, austriacki kompozytor (ur. 1842)
- 1900 – Thomas Faed, szkocki malarz (ur. 1826)
- 1901 – Wilhelm Siemieński-Lewicki, polski ziemianin, polityk (ur. 1827)
- 1902 – Samuel Schenk, austriacki lekarz, embriolog (ur. 1840)
- 1903 – Hans Gude, norweski malarz (ur. 1825)
- 1906 – Józef Znamirowski, polski ziemianin, przedsiębiorca, polityk, uczestnik powstania styczniowego (ur. 1839)
- 1911 – Petro Nini Luarasi, albański działacz niepodległościowy (ur. 1865)
- 1913 – Georg Beuchelt, niemiecki inżynier, przemysłowiec, polityk (ur. 1852)
- 1915 – John Charles Black, amerykański generał, polityk (ur. 1839)
- 1916:
  - Umberto Boccioni, włoski rzeźbiarz, malarz (ur. 1882)
  - Svetozár Hurban-Vajanský, słowacki poeta, prozaik, publicysta, krytyk literacki, działacz narodowy, polityk (ur. 1847)
- 1920:
  - Andrzej Mielęcki, polski lekarz, działacz społeczny i polityczny na Górnym Śląsku (ur. 1864)
  - Bolesław Zajączkowski, polski kapitan (ur. 1891)
- 1921 – Maria Piłsudska, polska działaczka Wielkiego Proletariatu i PPS, pierwsza żona Józefa (ur. 1865)
- 1924:
  - Andrzej Mikołaj Szyjewski, polski działacz związkowy, drukarz, uczestnik powstania styczniowego (ur. 1841)
  - Pawieł Urysohn, rosyjski matematyk pochodzenia żydowskiego (ur. 1898)
- 1925 – Ioan Slavici, rumuński pisarz, dziennikarz (ur. 1848)
- 1927 – Erik Ivar Fredholm, szwedzki matematyk (ur. 1866)
- 1928 – George Trevelyan, brytyjski polityk (ur. 1838)
- 1932:
  - Antoni Czajor, polski działacz socjalistyczny, powstaniec śląski (ur. 1875)
  - Czesław Czyński, polski okultysta, parapsycholog, hipnotyzer, chiromanta, pisarz (ur. 1858)
- 1933 – Franciszek Janus, polski rzemieślnik, uczestnik powstania styczniowego (ur. 1847)
- 1935:
  - Adam Gunn, amerykański lekkoatleta, wieloboista pochodzenia szkockiego (ur. 1872)
  - Charlotte Perkins Gilman,. amerykańska pisarka, feministka (ur. 1860)
- 1936 – Józef Maria z Manili, filipiński kapucyn, błogosławiony (ur. 1880)
- 1938:
  - Tadeusz Chłapowski, polski przemysłowiec naftowy, działacz gospodarczy, burmistrz Borysławia (ur. 1870)
  - Konstanty Krumłowski, polski dramatopisarz, satyryk (ur. 1872)
- 1939 – Wojciech Korfanty, polski działacz narodowy na Górnym Śląsku, poseł do Reichstagu, pruskiego Landtagu i na Sejm RP, wicepremier (ur. 1873)
- 1940:
  - Billy Fiske, amerykański bobsleista, pilot wojskowy (ur. 1911)
  - Andrzej Nosowicz, polski inżynier, polityk, minister kolei żelaznych (ur. 1867)
- 1941 – Walerian Śliwiński, polski starszy przodownik policji (ur. 1897)
- 1942:
  - Herman Auerbach, polski matematyk, wykładowca akademicki pochodzenia żydowskiego (ur. 1903)
  - Gerbrandus Jelgersma, holenderski psychiatra, wykładowca akademicki (ur. 1859)
  - Karol Kornas, polski podporucznik rezerwy piechoty (ur. 1913)
  - Irène Némirovsky, francuska pisarka pochodzenia żydowskiego (ur. 1903)
  - Józef Stabrawa, polski duchowny katolicki (ur. 1881)
- 1944 – Polegli w powstaniu warszawskim:
  - Zbigniew Banaś, polski harcerz, członek Szarych Szeregów (ur. 1928 lub 1929)
  - Franciszek Brodniewicz, polski aktor (ur. 1892)
  - Krzysztof Pełczyński, polski kapral podchorąży, żołnierz AK (ur. 1924)
- 1944:
  - Stefan Bohanes, polski plutonowy lotnictwa (ur. 1914)
  - Aleksandras Kuršaitis, litewski językoznawca, działacz społeczny i kulturalny (ur. 1857)
  - Endel Rikand, estoński strzelec sportowy (ur. 1906)
- 1946 – Viktor Greschik, spiskoniemiecki botanik, historyk (ur. 1862)
- 1947 – Wilhelm Uhde, niemiecki marszand, kolekcjoner i krytyk sztuki (ur. 1874)
- 1948 – Kazimierz Czachowski, polski historyk literatury, krytyk literacki (ur. 1890)
- 1952 – Dick Bergström, szwedzki żeglarz sportowy (ur. 1886)
- 1954 – Gao Gang, chiński polityk komunistyczny (ur. 1905)
- 1955 – Fernand Léger, francuski malarz, grafik, rzeźbiarz (ur. 1881)
- 1956 – Mosze Broderson, polski poeta, malarz, rysownik pochodzenia żydowskiego (ur. 1890)
- 1957 – Przemysław Nakoniecznikoff-Klukowski, polski pułkownik piechoty (ur. 1896)
- 1958:
  - Dudley de Chair, brytyjski admirał, polityk (ur. 1864)
  - Florent Schmitt, francuski kompozytor (ur. 1870)
- 1959 – Karel Kuttelwascher, czeski kapitan pilot, as myśliwski (ur. 1916)
- 1960 – André Béhotéguy, francuski lekkoatleta, rugbysta, wioślarz (ur. 1900)
- 1962:
  - Peter Fechter, niemiecka ofiara muru berlińskiego (ur. 1944)
  - Franciszek Francus, polski pisarz ludowy, publicysta (ur. 1870)
  - Stanisław Piasecki, polski duchowny katolicki, misjonarz, dziennikarz i działacz polonijny w Brazylii (ur. 1885)
  - Stanisław Rothert, polski lekkoatleta, sprinter, dziennikarz (ur. 1900)
- 1963:
  - Richard Barthelmess, amerykański aktor (ur. 1895)
  - Ed Gardner, amerykański aktor, komik, producent filmowy (ur. 1901)
- 1965:
  - Pawieł Korobow, radziecki inżynier-metalurg, polityk (ur. 1902)
  - Jun Takami, japoński prozaik, poeta (ur. 1907)
  - Antonijs Urbšs, litewski duchowny katolicki, biskup Lipawy (ur. 1879)
- 1966 – Ken Miles, brytyjski kierowca wyścigowy (ur. 1918)
- 1967 – Paul Schebesta, niemiecki duchowny katolicki, teolog, misjonarz, antropolog, etnograf, etnolog pochodzenia morawskiego (ur. 1887)
- 1968 – Władysław Rusiński, polski historyk (ur. 1911)
- 1969:
  - Ferdinand Cattini, szwajcarski hokeista (ur. 1916)
  - Ludwig Mies van der Rohe, niemiecki architekt (ur. 1886)
  - Otto Stern, niemiecki fizyk pochodzenia żydowskiego, laureat Nagrody Nobla (ur. 1888)
- 1971:
  - Boelie Kessler, holenderski piłkarz (ur. 1896)
  - Henryk Połowniak, polski żołnierz GL i AL (ur. 1914)
- 1972:
  - Zofia Nehring, polska łyżwiarka szybka (ur. 1910)
  - Aleksandr Wampiłow, rosyjski dramaturg (ur. 1937)
- 1973:
  - Conrad Aiken, amerykański prozaik, nowelista, poeta (ur. 1889)
  - Lucjan Orkisz, polski astronom (ur. 1889)
  - Herbert S. Walters, amerykański polityk (ur. 1891)
- 1974 – Aldo Palazzeschi, włoski pisarz (ur. 1885)
- 1976:
  - Maurice Dobb, brytyjski ekonomista marksistowski (ur. 1900)
  - Maciej Masłowski, polski historyk sztuki (ur. 1901)
- 1977:
  - Delmer Daves, amerykański reżyser i scenarzysta filmowy (ur. 1904)
  - Lucy Krohg, francuska modelka (ur. 1891)
  - Harald Økern, norweski kombinator norweski (ur. 1898)
  - Jerzy Targalski, polski historyk (ur. 1929)
  - Moufdi Zakaria, algierski poeta (ur. 1908)
- 1978:
  - Wiera Mariecka, rosyjska aktorka (ur. 1906)
  - Feliks Więcek, polski kolarz szosowy (ur. 1904)
- 1979:
  - Angelo De Martini, włoski kolarz torowy (ur. 1897)
  - Ahmet Kireççi, turecki zapaśnik (ur. 1914)
  - Vivian Vance, amerykańska aktorka, piosenkarka (ur. 1909)
- 1981:
  - Władysław Czapliński, polski historyk, wykładowca akademicki (ur. 1905)
  - Sonny Napolitano, amerykański gangster pochodzenia włoskiego (ur. 1936)
- 1982 – Zygmunt Stępiński, polski architekt, historyk architektury, urbanista (ur. 1908)
- 1983:
  - Ira Gershwin, amerykański autor tekstów pochodzenia żydowskiego (ur. 1896)
  - Karol Klein, polski pianista, pedagog pochodzenia żydowskiego (ur. 1908)
- 1986 – Władysław Rusiński, polski historyk (ur. 1911)
- 1987:
  - Clarence Brown, amerykański reżyser i producent filmowy (ur. 1890)
  - Carlos Drummond de Andrade, brazylijski pisarz, krytyk literacki (ur. 1902)
  - Rudolf Hess, niemiecki polityk nazistowski (ur. 1894)
  - Zofia Terné, polska aktorka kabaretowa, piosenkarka, pianistka (ur. 1909)
- 1988:
  - Tadeusz Krwawicz, polski okulista, kriochirurg (ur. 1910)
  - Connie Meijer, holenderska kolarka szosowa (ur. 1963)
  - Franklin Delano Roosevelt Jr., amerykański polityk (ur. 1914)
  - Muhammad Zia ul-Haq, pakistański wojskowy, polityk, premier i prezydent Pakistanu (ur. 1924)
- 1989 – Lawrence Stevens, południowoafrykański bokser (ur. 1913)
- 1990 – Pearl Bailey, amerykańska aktorka (ur. 1918)
- 1991:
  - Lorna Hill, brytyjska pisarka (ur. 1902)
  - Irena Lechowa, polska etnograf, muzealnik (ur. 1924)
- 1992:
  - Stefan Białobok, polski dendrolog, wykładowca akademicki (ur. 1909)
  - John Maclay, brytyjski arystokrata, polityk (ur. 1905)
  - Iwan Objedkow, radziecki polityk (ur. 1913)
  - Maria Pogorzelska, polska siatkarka (ur. 1922)
- 1993 – Witold Maisel, polski prawnik, historyk prawa, wykładowca akademicki (ur. 1914)
- 1994:
  - Luigi Chinetti, amerykański kierowca wyścigowy pochodzenia włoskiego (ur. 1901)
  - Jack Sharkey, amerykański bokser pochodzenia litewskiego (ur. 1902)
- 1995:
  - Howard W. Koch, amerykański scenarzysta filmowy (ur. 1902)
  - Jaroslav Papoušek, czeski reżyser i scenarzysta filmowy, malarz, rzeźbiarz (ur. 1929)
- 1996:
  - Otto Kaiser, niemiecki funkcjonariusz i zbrodniarz nazistowski (ur. 1914)
  - Witold Urbanowicz, polski generał brygady pilot, as myśliwski (ur. 1908)
- 1997 – Michał Jarema, polski neurolog, wykładowca akademicki (ur. 1909)
- 1998:
  - Władysław Komar, polski lekkoatleta, kulomiot, aktor (ur. 1940)
  - Tadeusz Ślusarski, polski lekkoatleta, tyczkarz (ur. 1950)
- 1999:
  - Léo Amberg, szwajcarski kolarz szosowy (ur. 1912)
  - Reiner Klimke, niemiecki jeździec sportowy (ur. 1936)
- 2000:
  - Erich Borchmeyer, niemiecki lekkoatleta, sprinter (ur. 1905)
  - Franco Donatoni, włoski kompozytor, pedagog (ur. 1927)
  - Edward Listos, polski trener lekkiej atletyki (ur. 1944)
  - Evert Nyberg, fiński lekkoatleta, długodystansowiec (ur. 1925)
- 2001 – Vladimír Tatarka, słowacki taternik, alpinista, przewodnik tatrzański, ratownik górski, narciarz wysokogórski (ur. 1945)
- 2002:
  - Edward Dziewoński, polski aktor, reżyser, satyryk (ur. 1916)
  - Tadeusz Koszarowski, polski chirurg, onkolog, polityk, poseł na Sejm PRL (ur. 1915)
  - Roger Piel, francuski kolarz torowy i szosowy (ur. 1921)
- 2003:
  - Włodzimierz Maciudziński, polski aktor (ur. 1946)
  - Maksymilian Sznepf, polski pułkownik dyplomowany pochodzenia żydowskiego (ur. 1920)
- 2004:
  - Thea Astley, australijska pisarka (ur. 1925)
  - Zygmunt Łęski, polski harcmistrz, żołnierz AK (ur. 1923)
- 2005:
  - John Bahcall, amerykański astrofizyk (ur. 1934)
  - Tadeusz Chróścielewski, polski pisarz, tłumacz (ur. 1920)
- 2006 – Jochen Hoffbauer, niemiecki prozaik, poeta, publicysta (ur. 1923)
- 2007:
  - Bill Deedes, brytyjski dziennikarz, polityk (ur. 1913)
  - Eddie Griffin, amerykański koszykarz (ur. 1982)
  - Max Hodge, amerykański scenarzysta telewizyjny (ur. 1916)
- 2008 – Franco Sensi, włoski przedsiębiorca, działacz piłkarski, polityk (ur. 1926)
- 2009:
  - Grażyna Miller, polska poetka, tłumaczka, krytyk literacki (ur. 1957)
  - Juliusz Nowina-Sokolnicki, polski polityk emigracyjny, samozwańczy prezydent RP na uchodźstwie (ur. 1920)
- 2010:
  - Francesco Cossiga, włoski polityk, premier i prezydent Włoch (ur. 1928)
  - Ludvík Kundera, czeski prozaik, dramaturg, poeta, tłumacz (ur. 1920)
- 2011:
  - Wasyl Dżarty, ukraiński polityk (ur. 1958)
  - Gualtiero Jacopetti, włoski dziennikarz, reżyser (ur. 1919)
  - Pierre Quinon, francuski lekkoatleta, tyczkarz (ur. 1962)
  - Firmin Van Kerrebroeck, belgijski kolarz przełajowy i szosowy (ur. 1922)
- 2012:
  - Monika Kotowska, polska pisarka, scenarzystka filmowa (ur. 1942)
  - Lou Martin, irlandzki muzyk bluesowy (ur. 1949)
- 2013:
  - Jan Ekström, szwedzki pisarz, specjalista branży reklamy (ur. 1923)
  - Antoni Rosikoń, polski inżynier budowy dróg i mostów (ur. 1907)
- 2015:
  - Jacek Bukiel, polski koszykarz, trener (ur. 1951)
  - Yvonne Craig, amerykańska aktorka, tancerka baletowa (ur. 1937)
  - Jan Fotek, polski kompozytor (ur. 1928)
  - Bohdan Jezierski, polski architekt, urbanista (ur. 1929)
  - Gerhard Mayer-Vorfelder, niemiecki polityk, działacz sportowy (ur. 1933)
  - Andrzej Nowak, polski pianista (ur. 1942)
  - László Paskai, węgierski duchowny katolicki, arcybiskup Ostrzyhomia-Budapesztu, prymas Węgier, kardynał (ur. 1927)
  - Albert Verria, albański aktor (ur. 1936)
- 2016:
  - Thomas Cholmondeley, brytyjski arystokrata, posiadacz ziemski (ur. 1968)
  - Andrzej Grzywak, polski informatyk (ur. 1931)
  - Arthur Hiller, amerykański reżyser filmowy i telewizyjny (ur. 1923)
  - Zalim Szebzuchow, czeczeński bojownik islamski (ur. 1986)
- 2017:
  - Krzysztof Derdowski, polski pisarz, dziennikarz, krytyk literacki (ur. 1957)
  - Francis DiLorenzo, amerykański duchowny katolicki, biskup Richmond pochodzenia włoskiego (ur. 1942)
  - Ryszard Gontarz, polski dziennikarz, scenarzysta, funkcjonariusz UB (ur. 1930)
  - Sonny Landham, amerykański aktor (ur. 1941)
- 2018:
  - Leonard Boswell, amerykański polityk (ur. 1934)
  - Józef Fryźlewicz, polski aktor, pisarz (ur. 1932)
  - Elżbieta Kuczyńska, polska piosenkarka (ur. 1949)
- 2019:
  - Michel de Decker, francuski historyk (ur. 1948)
  - Roberto Herbster Gusmão, brazylijski prawnik, polityk (ur. 1923)
  - Mohd Suffian Abdul Rahman, malezyjski piłkarz (ur. 1978)
- 2020:
  - Folke Alnevik, szwedzki lekkoatleta, sprinter (ur. 1919)
  - Mário de Araújo Cabral, portugalski kierowca wyścigowy (ur. 1934)
  - Ireneusz Mroczkowski, polski duchowny katolicki, teolog, etyk (ur. 1949)
  - Jorge Zalszupin, polsko-brazylijski architekt pochodzenia żydowskiego (ur. 1922)
- 2021:
  - Paulo António Alves, angolski piłkarz (ur. 1969)
  - Ágnes Hankiss, węgierska pisarka, polityk, eurodeputowana (ur. 1950)
- 2022:
  - Serhij Dijew, ukraiński piłkarz, trener (ur. 1958)
  - Motomu Kiyokawa, japoński aktor dubbingowy (ur. 1935)
  - Włodzimierz Łajming, polski malarz, rysownik, wykładowca akademicki (ur. 1933)
  - Farid Makari, libański inżynier, polityk, minister informacji (ur. 1947)
- 2023:
  - Karol Joseph Bobko, amerykański pilot wojskowy, inżynier, astronauta (ur. 1937)
  - John Devitt, australijski pływak (ur. 1937)
  - David Ostrosky, meksykański aktor (ur. 1956)
  - Guillermo Timoner, hiszpański kolarz torowy i szosowy (ur. 1926)
- 2024:
  - Ludwik Bielawski, polski muzykolog, teoretyk muzyki (ur. 1929)
  - Justyna Burska, polska pływaczka (ur. 1995)
  - Bogusław Danielewski, polski aktor (ur. 1928)
  - Helen Fisher, amerykańska antropolog, psycholog (ur. 1945)
  - Jörg Freunschlag, austriacki inżynier, samorządowiec, polityk, burmistrz Steindorfu am Ossiacher See (ur. 1942)
  - Max Hengel, luksemburski samorządowiec, polityk, burmistrz Wormeldange (ur. 1977)
  - Jewgienij Miszyn, rosyjski kulturysta, model, trener personalny (ur. 1976)
  - Lech Walasek, polski nefrolog (ur. 1936)
- 2025:
  - Paolo Angioni, włoski jeździec sportowy (ur. 1938)
  - Zija Grapshi, albański aktor (ur. 1931)
  - Niilo Halonen, fiński skoczek narciarski (ur. 1940)
  - Oldo Hlaváček, słowacki aktor (ur. 1934)
  - Victor Manuel Maldonado Barreno, ekwadorski duchowny katolicki, biskup pomocniczy Guayaquil (ur. 1927)
  - Terence Stamp, brytyjski aktor (ur. 1938)